# Герб Котора
Герб Котора является официальным символом города Котор. Это новый герб, принятый в качестве официального символа города 16 февраля 2009 года. Автор герба — Срджан Марлович, спроектировавший также гербы Подгорицы и Бара.

## Описание
Герб состоит из серебряного щита, разделённого на три поля. Эти поля содержат:
- фигуру святого Трифона;
- каменную башню с зубцами, окном и открытыми вратами;
- красного льва.

Три поля, на которые разделён щит — это три герба Котора в разные исторические периоды.
Щит увенчан золотой короной с тремя зубцами, щитодержатели — золотые львы. Под щитом располагаются лавровые ветви, ниже — золотая лента с красной оборотной стороной. Лента содержит надпись «COMMUNITAS CIVITATIS CATHARI» (лат. Муниципалитет Котор), что символизирует историю и возраст Котора.